# Днепровское (Солонянский район)
Днепровское (укр. Дніпровське) — село,
Солонянский поселковый совет,
Солонянский район,
Днепропетровская область,
Украина.
Код КОАТУУ — 1225055104. Население по переписи 2001 года составляло 263 человека .

## Географическое положение
Село Днепровское находится на расстоянии в 1 км от пгт Солёное.
По селу протекает пересыхающий ручей.
Рядом проходит автомобильная дорога Т-0417.

## История
- Основана как немецкая колония Ямбург, центр Ямбургской волости.
- В 1859 году в колонии проживало 1494 человек, насчитывалось 140 дворов, была римо-католическая церковь.
- В 1886 году в селе жило 1409 человек, были православная церковь, костел, школа.